# Tours Société Générale
Las Tours Société Générale son dos rascacielos de oficinas ubicados en La Défense, el distrito de negocios, Nanterre, Francia, al oeste de París. En su diseño exterior son exactamente idénticos. La construcción de las torres empezó en 1992 y se finalizó en 1995.
Las torres se construyeron e inauguraron en 1995 para convertirse en la sede de Société Générale, uno de los grupos bancarios más grandes de Francia. Antes de que se construyeran las torres gemelas, la sede de la Société Générale se encontraba en París.
El techo y la altura estructural de ambas torres está a 167 m (548 pies). Las torres fueron los rascacielos más altos construidos en La Défense desde la Tour Total en 1985. La torre norte se llama tour Alicante y la del sur tour Chassagne. En su diseño interior, Chassagne está decorada con piedra blanca de la aldea de Chassagne en Auvergne, mientras que Alicante está decorado con mármol rojo de Alicante en España. Ambas comparten la misma plataforma y están a cerca de 40 m (130 pies) de distancia. Los techos de las torres están muy inclinados.
A pesar del gran espacio de oficina disponible en las torres gemelas, la Société Générale necesitaba más espacio, por lo que puso en marcha la construcción de un tercer rascacielos, la Tour Granite de 183 m (600 pies) de altura, que está inmediatamente detrás de las torres gemelas. Tour Granite fue inaugurada el 15 de diciembre del 2008.